# المحطة الجوية البحرية الجزيرة الشمالية
المحطة الجوية البحرية الجزيرة الشمالية أو (بالإنجليوية: NAS North Island) (إياتا: NZY، إيكاو: KNZY، معرف الموقع إف إيه إيه: NZY)، في الطرف الشمالي من شبه جزيرة كورونادو على خليج سان دييغو في سان دييغو، كاليفورنيا، وهي جزء من أكبر مجمع صناعي للطيران في البحرية الأمريكية - قاعدة كورونادو البحرية، والميناء الرئيسي لعدة حاملات طائرات تابعة للبحرية الأمريكية .

## هيكل التنظيم

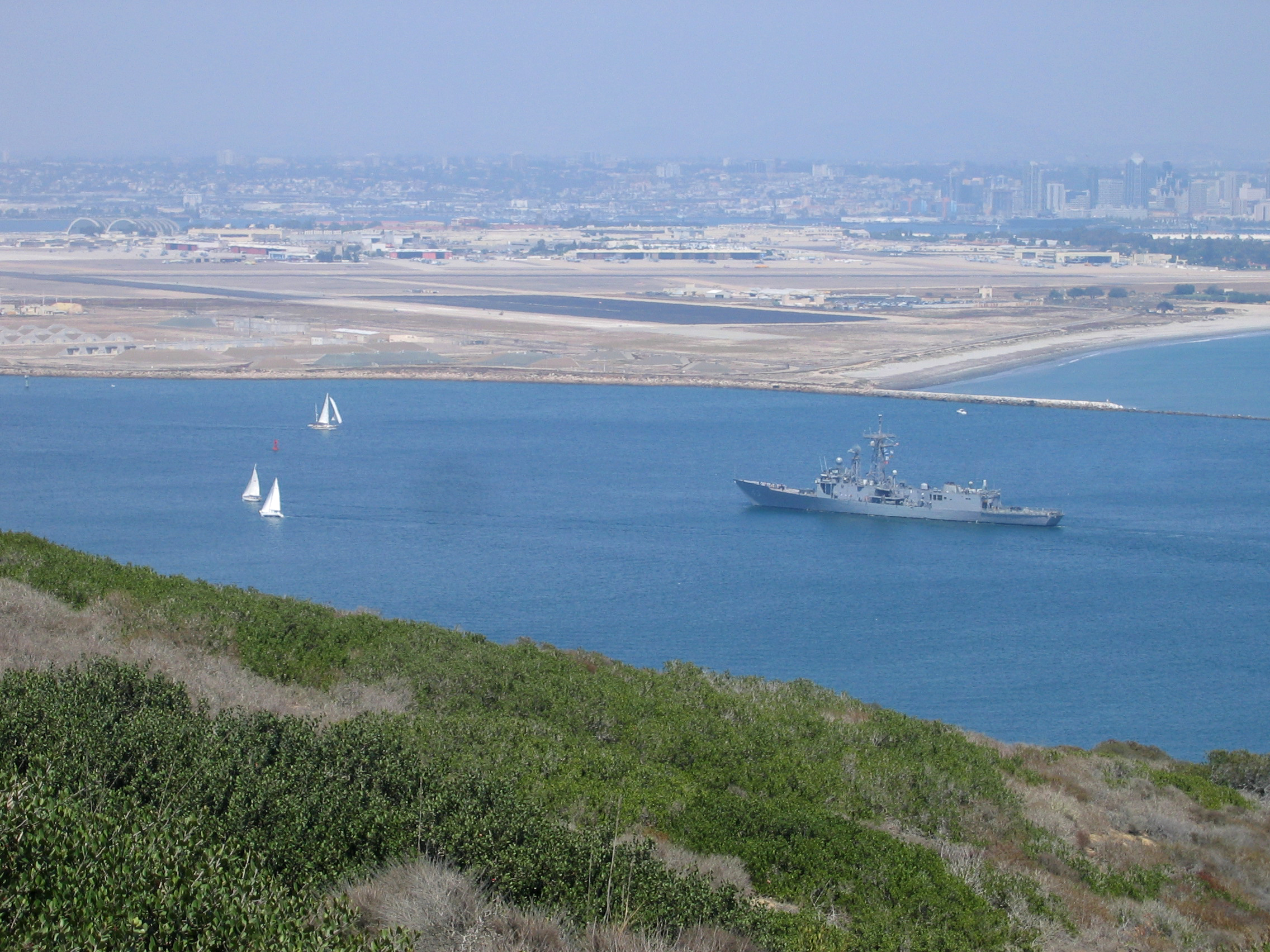
USS Thach وNAS كما يظهر من النصب التذكاري الوطني كابريلو

تدير المحطة الجوية البحرية الجزيرة الشمالية مطارين في منطقة جنوب كاليفورنيا. أحدهما هو مرفق الهبوط البحري المساعد (NALF) في جزيرة سان كليمنتي، والذي يقع على بعد حوالي 70 ميل (110 كـم) شمال غرب سان دييغو في جزر القنال. والآخر هو حقل الهبوط البحري البعيد (NOLF) إمبريال بيتش. كانت إمبريال بيتش سابقًا محطة جوية بحرية مستقلة، تقع في مدينة إمبريال بيتش، على الحدود بين الولايات المتحدة والمكسيك، 10 ميل (16 كـم) جنوب الجزيرة الشمالية المحطة الجوية البحرية. عُرفت المحطة الجوية باسم "ريم فيلد" في الخمسينيات والستينيات من القرن الماضي.
تشبه المحطة الجوية البحرية مدينة صغيرة في محتوى منشأتها وعملياتها. ولديها أقسام شرطة وإطفاء خاصة بها، بالإضافة إلى مراكز أمنية عسكرية متقدمة. وتقع بها أيضًامباني كبيرة على شكل مصنع والتي تضم مستودع الطيران البحري، الذي يعمل به 3,300 مدني، ومجمعها الخاص، التبادل البحري، والوحدات السكنية. تشمل المرافق الترفيهية مرافق للضباط ورئيس الضباط والأندية المجندة ومسرح السينما وملعب الجولف وملاعب التنس وصالة البولينج والمتنزهات والشواطئ.
الجزيرة الشمالية هي المقر الرئيسي لأربعة أركان عسكرية مهمة بما في ذلك:
- قائد القوات الجوية البحرية (COMNAVAIRFOR أو CNAF)، المسؤول عن صيانة وتدريب جميع الطائرات البحرية وحاملات الطائرات في أسطول المحيط الأطلسي، وأسطول المحيط الهادئ، والاحتياطي الجوي البحري، وقيادة التدريب الجوي البحري
- قائد القوات الجوية البحرية، أسطول الولايات المتحدة في المحيط الهادئ (COMNAVAIRPAC أو CNAP)، المسؤول عن صيانة وتدريب جميع الطائرات البحرية وحاملات الطائرات في أسطول المحيط الهادئ. هذا منصب مزدوج حيث يشغله في نفس الوقت قائد القوات الجوية البحرية
- قائد المجموعة الهجومية للحاملة الأولى وقائد المجموعة الهجومية للحاملة السابعة

## تاريخ

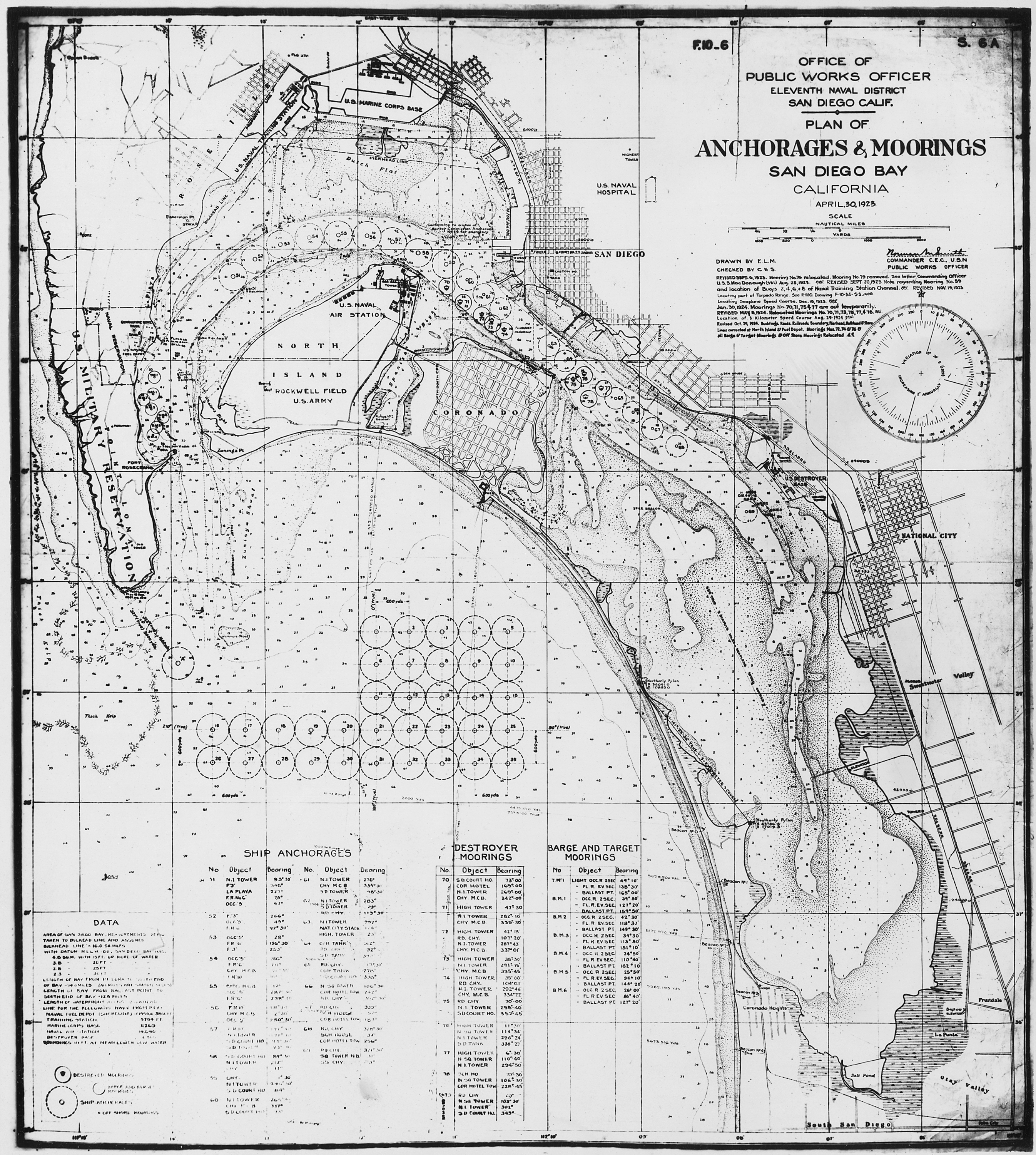
خريطة عسكرية لخليج سان دييغو، تظهر الجزيرة الشمالية وكورونادو والمدينة الوطنية والمنطقة المحيطة بها

تم تدشين الجزيرة الشمالية كمحطة جوية بحرية في عام 1917، وكانت تعرف بالمحطة الجوية البحرية، سان دييغو حتى عام 1955. وفي 15 أغسطس 1963، تم الاعتراف بالمحطة رسميا بأنها "مسقط رأس الطيران البحري" بقرار من لجنة القوات المسلحة بمجلس النواب .
تم تدريب أول طيار في البحرية الأمريكية، الملازم ثيودور إليسون، والعديد من زملائه في الجزيرة الشمالية بدءًا من عام 1911. كان هذا بعد ثماني سنوات فقط من تحليق أورفيل وويلبر رايت بأول طائرة مأهولة في كيتي هوك بولاية نورث كارولينا. في كانت الجزيرة الشمالية عبارة عن مسطح رملي غير مأهول.
- Construction of the seaplane ramp in 1918
- USS Langley at North Island, 1925
- North Island in 1924
- Four carriers (USS Constellation, USS Carl Vinson, USS Nimitz, USS John C. Stennis) at North Island, 2002
- Three carriers (U.S.S. Carl Vinson, U.S.S. Nimitz, USS Ronald Reagan) at North Island, 2010

## السفن

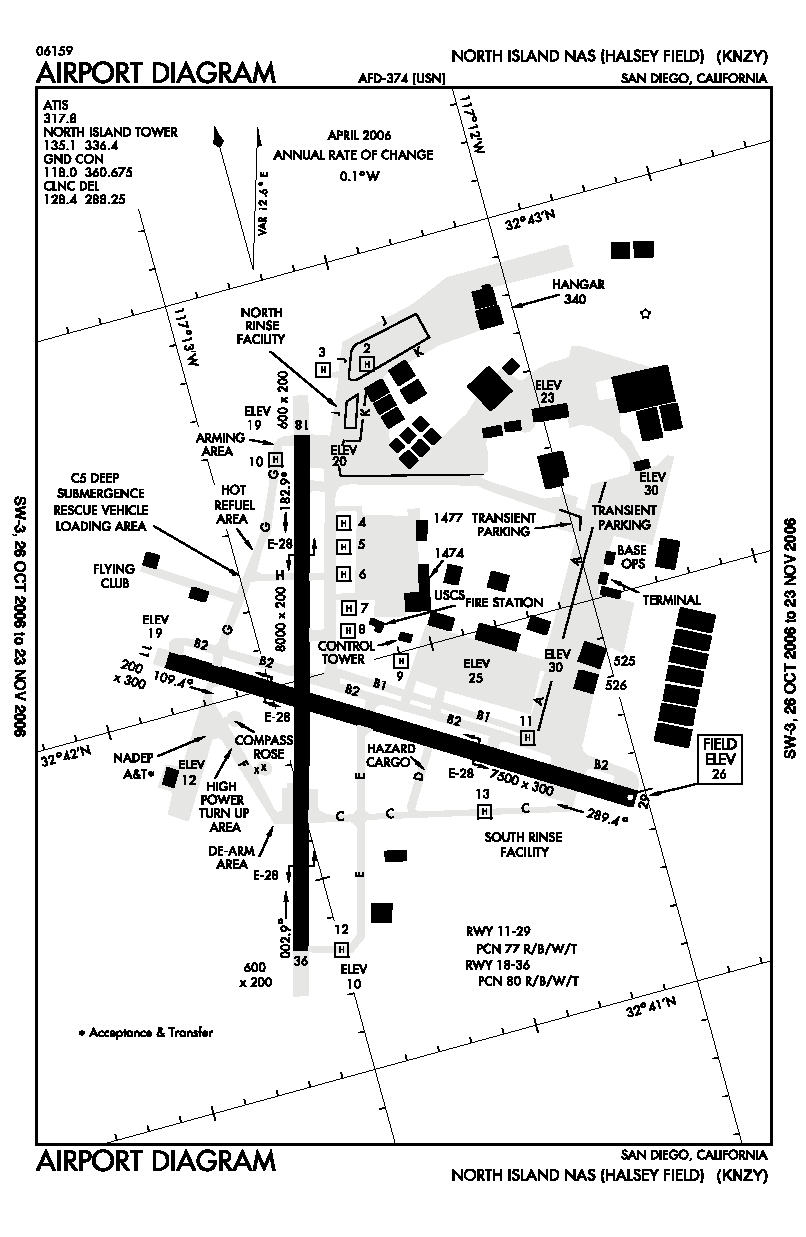
مخطط مطار FAA

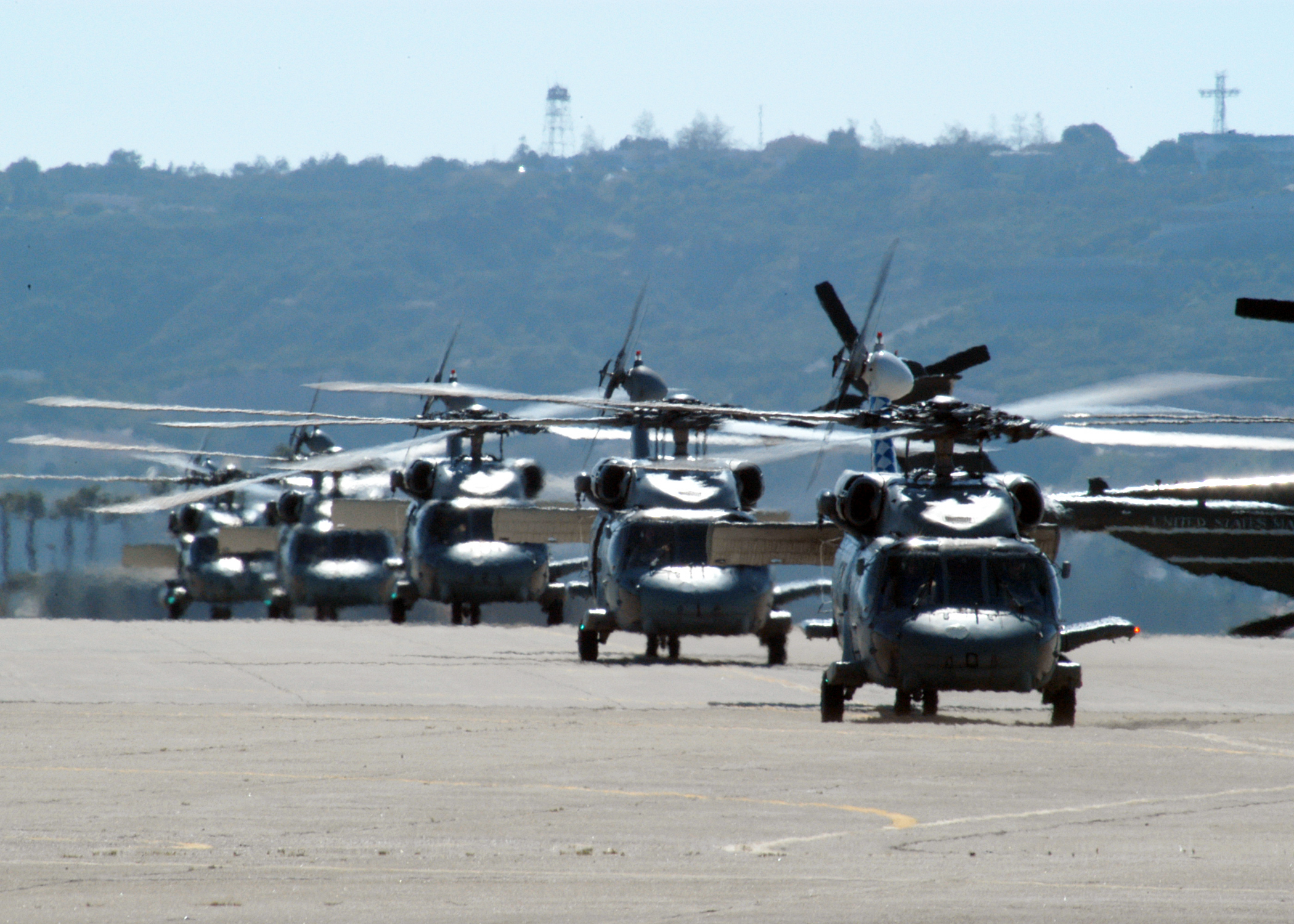
سيهوكس في NAS الجزيرة الشمالية

- USS Carl Vinson (CVN-70)
- USS Theodore Roosevelt (CVN-71)
- USS Abraham Lincoln (CVN-72)
- USS Miguel Keith (ESB-5)